# Abra (fiume)
L'Abra è un fiume delle Filippine, il sesto per grandezza del bacino idrografico, che ha un'estensione di 5125 km². La sua lunghezza è di 178 chilometri dalla sua sorgente, situata nei pressi del Monte Data, nella provincia di Benguet.
Dal Data l'Abra scende verso ovest Cervantes, nella parte meridionale della regione dell'Ilocos, proseguendo poi nella provincia di Abra. Nei pressi della cittadina di Dolores riceve le acque del fiume Tineg, che nasce negli altopiani della provincia di Abra.